# Okręg wyborczy nr 13 do Parlamentu Europejskiego w Polsce
Okręg wyborczy nr 13 do Parlamentu Europejskiego w Polsce – okręg wyborczy obejmujący teren województw lubuskiego i zachodniopomorskiego, z siedzibą okręgowej komisji wyborczej w Gorzowie Wielkopolskim.

## Wyniki wyborów
| Podział 2 mandatów: SLD–UP: 1 PO: 1 |

| Podział 4 mandatów: SLD–UP: 1 PO: 2 PiS: 1 |

| Podział 3 mandatów: SLD–UP: 1 PO: 1 PiS: 1 |

| Podział 4 mandatów: KE: 2 PiS: 2 |

| Podział 2 mandatów: KO: 1 PiS: 1 |

## Reprezentanci okręgu
| PE   | Rok  | Poseł KW     | Poseł KW          | Poseł KW          | Poseł KW                              | Poseł KW          | Poseł KW     | Poseł KW        | Poseł KW |
| ---- | ---- | ------------ | ----------------- | ----------------- | ------------------------------------- | ----------------- | ------------ | --------------- | -------- |
| VI   | 2004 |              | Z. Chmielewski PO |                   | B. Liberadzki SLD–UP (2004) KE (2019) | —                 | —            | —               | —        |
| VII  | 2009 | S. Nitras PO |                   | M. Gróbarczyk PiS | B. Liberadzki SLD–UP (2004) KE (2019) |                   | A. Zasada PO |                 |          |
| VIII | 2014 | D. Rosati PO | —                 | —                 | B. Liberadzki SLD–UP (2004) KE (2019) |                   |              |                 |          |
| VIII | 2015 | D. Rosati PO | —                 | —                 | B. Liberadzki SLD–UP (2004) KE (2019) | C. Hoc PiS        |              |                 |          |
| IX   | 2019 |              | B. Arłukowicz KE  |                   | B. Liberadzki SLD–UP (2004) KE (2019) | J. Brudziński PiS |              | E. Rafalska PiS |          |
| IX   | 2023 | W. Pahl KE   |                   |                   | B. Liberadzki SLD–UP (2004) KE (2019) | J. Brudziński PiS |              | E. Rafalska PiS |          |
| X    | 2024 |              | B. Arłukowicz KO  | —                 | —                                     | J. Brudziński PiS | —            | —               |          |

### Wybory do Parlamentu Europejskiego 2004
| Komitet wyborczy                                      | Komitet wyborczy                                                      | Głosów | %     | Mandaty | Wybrani posłowie     |
| ----------------------------------------------------- | --------------------------------------------------------------------- | ------ | ----- | ------- | -------------------- |
|                                                       | Platforma Obywatelska RP                                              | 96 858 | 25,97 | 1       | Zdzisław Chmielewski |
|                                                       | Samoobrona Rzeczpospolitej Polskiej                                   | 49 876 | 13,37 | –       |                      |
|                                                       | Liga Polskich Rodzin                                                  | 45 064 | 12,08 | –       |                      |
|                                                       | Prawo i Sprawiedliwość                                                | 44 236 | 11,86 | –       |                      |
|                                                       | KKW Sojusz Lewicy Demokratycznej – Unia Pracy                         | 43 328 | 11,62 | 1       | Bogusław Liberadzki  |
|                                                       | KWW Socjaldemokracji Polskiej                                         | 23 651 | 6,34  | –       |                      |
|                                                       | Unia Wolności                                                         | 22 235 | 5,96  | –       |                      |
|                                                       | Polskie Stronnictwo Ludowe                                            | 13 217 | 3,54  | –       |                      |
|                                                       | Unia Polityki Realnej                                                 | 6367   | 1,71  | –       |                      |
|                                                       | Demokratyczna Partia Lewicy                                           | 5513   | 1,48  | –       |                      |
|                                                       | KWW Konfederacja Ruch Obrony Bezrobotnych                             | 5103   | 1,37  | –       |                      |
|                                                       | Narodowy KWW                                                          | 5056   | 1,36  | –       |                      |
|                                                       | Inicjatywa dla Polski                                                 | 3905   | 1,05  | –       |                      |
|                                                       | KKW Krajowa Partia Emerytów i Rencistów – Partia Ludowo-Demokratyczna | 3819   | 1,02  | –       |                      |
|                                                       | KWW – Ogólnopolski Komitet Obywatelski „OKO”                          | 2645   | 0,71  | –       |                      |
|                                                       | Polska Partia Pracy                                                   | 2022   | 0,54  | –       |                      |
| Frekwencja: 18,06% Źródło: Państwowa Komisja Wyborcza |                                                                       |        |       |         |                      |

### Wybory do Parlamentu Europejskiego 2009
| Komitet wyborczy                                      | Komitet wyborczy                                                       | Głosów  | %     | Mandaty | Wybrani posłowie              |
| ----------------------------------------------------- | ---------------------------------------------------------------------- | ------- | ----- | ------- | ----------------------------- |
|                                                       | Platforma Obywatelska RP                                               | 203 038 | 45,88 | 2       | Sławomir Nitras, Artur Zasada |
|                                                       | Prawo i Sprawiedliwość                                                 | 89 605  | 20,25 | 1       | Marek Gróbarczyk              |
|                                                       | KKW Sojusz Lewicy Demokratycznej – Unia Pracy                          | 89 471  | 20,22 | 1       | Bogusław Liberadzki           |
|                                                       | Polskie Stronnictwo Ludowe                                             | 22 290  | 5,04  | –       |                               |
|                                                       | Libertas                                                               | 8112    | 1,83  | –       |                               |
|                                                       | Samoobrona Rzeczpospolitej Polskiej                                    | 7769    | 1,76  | –       |                               |
|                                                       | KKW Porozumienie dla Przyszłości – CentroLewica (PD+SDPL+Zieloni 2004) | 6269    | 1,42  | –       |                               |
|                                                       | Prawica Rzeczypospolitej                                               | 5844    | 1,32  | –       |                               |
|                                                       | Unia Polityki Realnej                                                  | 5609    | 1,27  | –       |                               |
|                                                       | Polska Partia Pracy                                                    | 4553    | 1,03  | –       |                               |
| Frekwencja: 20,84% Źródło: Państwowa Komisja Wyborcza |                                                                        |         |       |         |                               |

### Wybory do Parlamentu Europejskiego 2014
| Komitet wyborczy                                      | Komitet wyborczy                              | Głosów  | %     | Mandaty | Wybrani posłowie              |
| ----------------------------------------------------- | --------------------------------------------- | ------- | ----- | ------- | ----------------------------- |
|                                                       | Platforma Obywatelska RP                      | 159 579 | 37,49 | 1       | Dariusz Rosati                |
|                                                       | Prawo i Sprawiedliwość                        | 108 972 | 25,60 | 1       | Marek Gróbarczyk, Czesław Hoc |
|                                                       | KKW Sojusz Lewicy Demokratycznej – Unia Pracy | 63 347  | 14,88 | 1       | Bogusław Liberadzki           |
|                                                       | Nowa Prawica – Janusza Korwin-Mikke           | 29 353  | 6,90  | –       |                               |
|                                                       | Polskie Stronnictwo Ludowe                    | 21 808  | 5,12  | –       |                               |
|                                                       | KKW Europa Plus Twój Ruch                     | 20 896  | 3,16  | –       |                               |
|                                                       | Polska Razem Jarosława Gowina                 | 10 347  | 2,43  | –       |                               |
|                                                       | Solidarna Polska Zbigniewa Ziobro             | 9770    | 2,30  | –       |                               |
|                                                       | KWW Ruch Narodowy                             | 5517    | 1,30  | –       |                               |
|                                                       | Partia Zieloni                                | 4101    | 0,96  | –       |                               |
| Frekwencja: 20,42% Źródło: Państwowa Komisja Wyborcza |                                               |         |       |         |                               |

### Wybory do Parlamentu Europejskiego 2019
| Komitet wyborczy                                      | Komitet wyborczy                                 | Głosów  | %     | Mandaty | Wybrani posłowie                                     |
| ----------------------------------------------------- | ------------------------------------------------ | ------- | ----- | ------- | ---------------------------------------------------- |
|                                                       | KKW Koalicja Europejska PO PSL SLD .N Zieloni    | 419 819 | 47,76 | 2       | Bartosz Arłukowicz, Bogusław Liberadzki, Witold Pahl |
|                                                       | Prawo i Sprawiedliwość                           | 323 929 | 36,85 | 2       | Joachim Brudziński, Elżbieta Rafalska                |
|                                                       | Wiosna Roberta Biedronia                         | 65 556  | 7,46  | –       |                                                      |
|                                                       | KWW Konfederacja KORWiN Braun Liroy Narodowcy    | 34 071  | 3,88  | –       |                                                      |
|                                                       | KWW Kukiz’15                                     | 25 941  | 2,95  | –       |                                                      |
|                                                       | KKW Lewica Razem – Partia Razem, Unia Pracy, RSS | 9789    | 1,11  | –       |                                                      |
| Frekwencja: 42,10% Źródło: Państwowa Komisja Wyborcza |                                                  |         |       |         |                                                      |

### Wybory do Parlamentu Europejskiego 2024
| Komitet wyborczy                                      | Komitet wyborczy                                                           | Głosów  | %     | Mandaty | Wybrani posłowie   |
| ----------------------------------------------------- | -------------------------------------------------------------------------- | ------- | ----- | ------- | ------------------ |
|                                                       | KKW Koalicja Obywatelska                                                   | 337 820 | 44,49 | 1       | Bartosz Arłukowicz |
|                                                       | Prawo i Sprawiedliwość                                                     | 226 086 | 29,77 | 1       | Joachim Brudziński |
|                                                       | KKW Lewica                                                                 | 71 916  | 9,47  | –       |                    |
|                                                       | Konfederacja Wolność i Niepodległość                                       | 70 138  | 9,24  | –       |                    |
|                                                       | KKW Trzecia Droga Polska 2050 Szymona Hołowni – Polskie Stronnictwo Ludowe | 44 190  | 5,82  | –       |                    |
|                                                       | KWW Bezpartyjni Samorządowcy – Normalna Polska w Normalnej Europie         | 7275    | 0,96  | –       |                    |
|                                                       | PolEXIT                                                                    | 1948    | 0,26  | –       |                    |
| Frekwencja: 37,87% Źródło: Państwowa Komisja Wyborcza |                                                                            |         |       |         |                    |